# Ernst Julius Berg

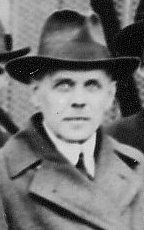
Ernst Julius Berg

Ernst Julius Berg (* 8. Februar 1871 in Östersund, Schweden; † 9. September 1941 in Schenectady) war ein US-amerikanischer Radiopionier.
Er studierte in Stockholm und begann als Elektro-Ingenieur bei General Electric, zunächst als Assistent von Charles P. Steinmetz. Anschließend trat er der Fakultät für Elektrotechnik am Union College in Schenectady bei. 1906 heiratete er Gwendoline O’Brien. 1909 wurde er Leiter des Fachbereichs Elektrotechnik an der University of Illinois. 1913 kehrte er an das Union College zurück, wo er Dekan für den Fachbereich Elektrotechnik wurde.
Er entwickelte den ersten Zweiwege-Sprechfunk in den USA. Im Bereich der Schaltungsanalyse machte er Oliver Heavisides Operatorenkalkül bekannt. Sein Bruder, Eskil Berg († 1935) beschäftigte sich mit dem elektrischen Antrieb von Schiffen.

## Veröffentlichungen
- Theory and Calculation of Alternating Current Phenomena
- mit Steinmetz: Theory and calculations of Alternating Current Phenomena; 1900 (Online)
- Electrical Energy, Its Generation, Transmission, and Utilization; 1908
- Electrical Engineering, first course; 1916 (Online)
- Electrical Engineering, advanced course; 1916 (Online)
- The solution of transient phenomena by elementary mathematics; 1926
- Rechnung mit Operatoren nach Oliver Heaviside, ihre Anwendung in Technik u. Physik; 1932
- Heaviside's Operational Calculus as Applied to Engineering and Physics; 1936